# Tesseracme quadrapicalis
Tesseracme quadrapicalis är en blötdjursart som först beskrevs av Hanley in Sowerby 1860.  Tesseracme quadrapicalis ingår i släktet Tesseracme och familjen Dentaliidae. Inga underarter finns listade i Catalogue of Life.